# Барделис Великолепный
«Барделис Великолепный» (англ. Bardelys the Magnificent) — американский немой романтический фильм 1926 года режиссёра Кинга Видора с Джоном Гилбертом и Элинор Бордман в главных ролях. Фильм снят по одноимённому роману Рафаэля Сабатини 1906 года. Это был второй фильм в карьере 19-летнего Джона Уэйна, сыгравшего второстепенную роль.
Декорации к фильму разработал художник-постановщик Джеймс Басеви.

## Сюжет
Молодой фаворит французского короля Людовика Справедливого Барделис Великолепный заключает пари о том, что сможет завоевать любовь самой непреступной девушки Франции. Приключения приводят его на юг страны, где непрерывно шли мятежи против центральной власти и короля.

## В ролях
- Джон Гилберт — Барделис
- Элинор Бордман — Роксалин де Леведен
- Рой д'Арси — Шательро
- Лайонел Бельмор — виконт де Леведен
- Эмили Фицрой — виконтесса де Леведен
- Джордж К. Артур — Санкт-Эсташ
- Артур Любин — король Людовик XIII
- Теодор фон Илтц — Лесперон
- Карл Дейн — Роденард
- Эдвард Коннелли — кардинал Ришелье
- Фред Малатеста — Кастелройс
- Джон Т. Мюррей — Лафосс

## Сохранение
«Барделис Великолепный» многие годы считался утерянным, уцелели только трейлер и краткий отрывок из комедии Видора «Люди искусства» (1928). По словам американского историка кино Роберта Осборна из Turner Classic Movies, MGM подписала контракт с Сабатини в 1926 году, по которому получила права на его роман на 10 лет. В 1936 году MGM решила не продлевать права и уничтожила негативы и все известные отпечатки в соответствии с условиями контракта.
В 2006 году во Франции был найден почти полный тираж фильма, в котором отсутствовала только третья катушка. Картина была восстановлена с использованием производственных кадров и кадров из трейлера фильма, чтобы заменить отсутствующий раздел, и в 2008 году стала доступна для выпуска в США в кинотеатрах и на DVD. В феврале 2020 года фильм был показан на 70-м Берлинском международном кинофестивале в рамках ретроспективы, посвящённой карьере Кинга Видора.